# Jörg Breu de Oudere

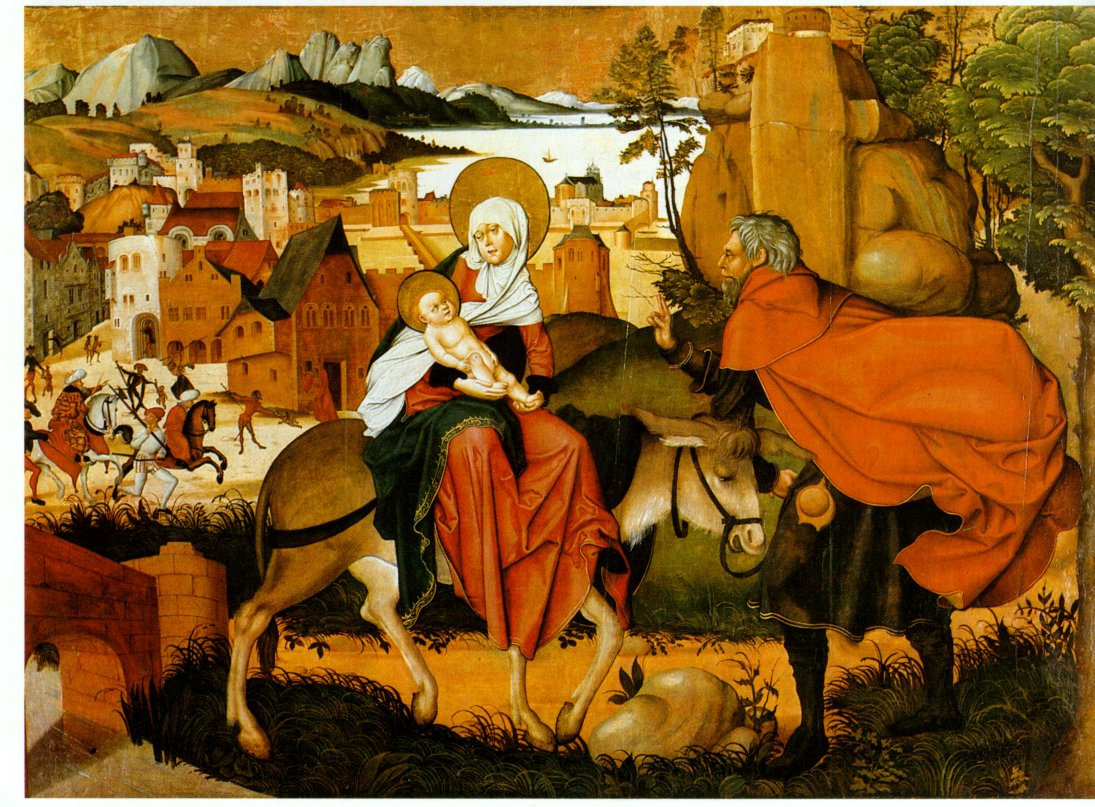
Vlucht van de Heilige Familie naar Egypte.
Germanisches Nationalmuseum, Nürnberg.

Jörg Breu de Oudere (Augsburg, ca. 1475 - aldaar, 1537) was een Duits schilder en tekenaar uit de Donau-school.

## Biografie
Jörg Breu de Oudere werd geboren als een zoon van een wever uit Augsburg in 1475 . Hij reisde veel door Oostenrijk waar hij ook zijn opleiding volgde. In 1502 keerde hij terug naar Augsburg en begon daar zijn eigen schildersatelier. Gedurende zijn leven in Augsburg maakte hij ook nog twee reizen naar Italië. Toen Jörg Breu in 1537 overleed, nam zijn zoon Jörg Breu de Jongere het atelier van zijn vader over.
Een van de belangrijkste werken die de ontwikkeling van de Oudduitse schilderkunst hebben bepaald zijn zijn vleugelschilderingen voor het altaar van de heilige Bernardus in Zwettl. Deze kunnen beschouwd worden als voorlopers van de schilderkunst in de Donauschool. Bij enkele van zijn schilderijen legt Breu niet langer het accent op de aankleding van de figuur maar op de figuur zelf in zijn geheel. Daarenboven streeft hij door middel van kleurigheid naar een eenheid.  OP zijn hoogaltaar van de benedictijnenerabdij  in Melk voerde hij de expressiviteit van zijn figuren op door de kleur sterker te laten spreken en de ruimte te beperken.
In zijn latere werk komen naast elkaar diverse tegenstrijdige expressiemiddelen voor, bijvoorbeeld in zijn Lucretia (1528, Munchen Alte Pinakothek) met expressieve, kleurig geklede figuren in vlakke ruimtezones, coulisse-achtige achtergronden met een pronkende renaissance architectuur.